# Бек, Стив
Стив Бек (англ. Steve Beck) — американский кинорежиссёр и постановщик спецэффектов к кинофильмам.

## Фильмография
- 2001 — Тринадцать привидений
- 2002 — Корабль-призрак

## Спецэффекты к фильмам
- 1989 — Индиана Джонс и последний крестовый поход
- 1989 — Бездна
- 1990 — Охота за «Красным октябрём»